# Floresta Nacional de Jatuarana
A floresta nacional de Jatuarana está localizada no estado do Amazonas na região norte do Brasil. O bioma predominante é o da Floresta Amazônica.